# Cnemaspis pemanggilensis
Cnemaspis pemanggilensis là một loài thằn lằn trong họ Gekkonidae. Loài này được Grismer & Das mô tả khoa học đầu tiên năm 2006.